# Re di Uisnech
I re di Uisnech appartenevano agli Uí Néill ed erano uno dei principali rami meridionali di questo gruppo, il Clan Cholmáin. La collina di Uisnech si trova nella contea di Westmeath (in Irlanda).
Questa lista è basata su Il libro del Leinster.
I primi re di Uisnech sono:
- Conall Cremthainne mac Néill, m. 480
- Fiachu mac Néill
- Ardgal mac Conaill, m. 520
- Maine mac Cerbaill, m. 538
- Diarmait mac Cerbaill, m. 565 (anche re di Tara)
- Colmán Már mac Diarmato meic Cerbaill, m. 555/558
- Colmán Bec mac Diarmato, m. 587
- Suibne mac Colmáin Már, m. 600
- Fergus mac Colmáin Már, m. 618
- Óengus mac Colmáin Bec, m. 621
- Conall Guthbinn mac Suibni, m. 635
- Máel Dóid mac Suibni, m. 653
- Diarmait Dian mac Airmetaig Cáech, m. 689
- Murchad Midi, m. 715

## Albero genealogico dei re di Uisnech
```
 Diarmait mac Cerbaill (Fergus), d. 
565

 |
 |____________________________________
 |                                  |
 |                                  |
 Colmán Már, m. 
555
/
558
     Colmán Bec, m. 
589

 |
 |____________________________________________
 |                     |                    |
 |                     |                    |
 Suibhne, m. 
600
   Fergus, m. 
618
   Óengus, m. 
621

 |
 |___________________________________________________
 |                             |                   |
 |                             |                   | 
 Conall Guthbinn, m. 
635
   Colcu, m. 
618
   Máel Dóid, m. 
654

 |
 |
 Airmedach Cáech, m. 
637

 |
 |____________________________________________________
 |                        |                          |
 |                        |                          |
 Sechnasach, m. 
681
   Diarmait Dian, m. 
689
  Fáelchú, m. 
637
 anche 
re di Mide

                          |                          
 _________________________|_____________
 |              |         |           |
 |              |         |           |
 Bodbchad       Áed       Colcu       Murchad Midi, m. 
715
 
 m. 
704
         m. 
704
    m.
714
       anche re degli 
Uí Néill

                                       |
                                       |
                                       
Domnall Midi
, m. 
763

                                       
re di Tara
```

Tra i tardi sovrani di Uisnech ci sono:
- Domnall Midi mac Murchada (m. 763; anche re di Tara)
- Niall mac Diarmata meic Airmedaig (m. attorno al 768 o nell'826)
- Muiredach mac Domnaill Midi (m. 802)
- Donnchad Midi mac Domnaill Midi (m. 797; anche re di Tara)
- Conchobar mac Donnchada (m. 833)
- Máel Ruanaid mac Donnchada Midi (m. 843)
- Máel Sechnaill mac Maíl Ruanaid (m. 862; anche re di Tara)
- Lorcán mac Cathail meic Conchobair (accecato nell'864)
- Donnchad mac Eochacháin meic Conchobair (m. 877)
- Flann Sinna mac Máel Sechlainn (m. 916; anche re di Tara)
- Conchobar mac Flainn Sinna (m. 919)
- Domnall mac Flainn Sinna (m. 921)
- Donnchad Donn mac Flainn Sinna (m. 944; anche re di Tara)
- Óengus mac Donnchada Duinn (m. 945)
- Donnchad mac Domnaill meic Flainn Sinna (m. 950)
- Fergal mac Óengusa (m. attorno al 950)
- Áed mac Máele Ruanaid meic Flainn Sinna (m. 951)
- Domnall mac Donnchada Duinn (m. 952)
- Carlus mac Cuinn meicc Donnchada Duinn (m. 96)
- Muirchertach [forse figlio di Congalach Cnogba mac Máele Mithig di Brega (m. 964)]
- Máel Sechnaill Mór mac Domnaill meic Donnchada Duinn (m. 1022; anche re di Tara)
- Máel Sechnaill Got mac Máel Sechlainn meic Cináeda meic Domnaill meic Flainn Sinna (m. 1025)
- Róen mac Muirchertaig meic Máel Sechlainn meic Máele Ruanaid meic Conchobair meic Flainn Sinna (m. 1027)
- Domnall Got (m. 1030
- Conchobar mac Flainn [?o forse Conchobar mac Domnaill meic Máel Sechlainn Móir (m. 1073)]
- Murchad mac Flainn mac Domnaill meic Máel Sechlainn Móir (m. 1076)
- Máel Sechnaill Bán mac Conchobair meic Domnaill (m. 1087)
- Domnall mac Flainn mac Domnaill meic Máel Sechlainn Móir (m. 1094)
- Conchobar mac Máel Sechlainn Báin (m. 1105)
- Donnchad mac Murchada mac Flainn (deposto nel 1105; m. 1106)
- Máel Sechnaill mac Donnchada meic Murchada (m. 1115?) e Murchad mac Donnchada meic Murchada